# 山田真二
山田 真二（やまだ しんじ、本名：山田 常高（やまだ つねたか）、1937年3月25日 - 2007年10月15日）は、日本の俳優、歌手。東京市小石川区向ヶ丘弥生町（東京都文京区弥生）出身。東洋音楽学校中退。
父は舞踏家の山田五郎、姉も舞踏家の山田奈々子。妻は大映の女優の藤田佳子だったが、のち離婚。

## 来歴
1954年松竹に入社し、同年公開された映画『黒い罌粟』で俳優デビュー。翌年東宝に移り、エキゾチックな甘いマスクの二枚目俳優として人気を集め、中川信夫監督の『夏目漱石の三四郎』、美空ひばり、江利チエミ、雪村いづみの三人娘と共演した『ジャンケン娘』などに出演。また、共演した雪村いづみの勧めで1956年に発売した『哀愁の街に霧が降る』で歌手としても大ヒットを飛ばし、1959年の第10回NHK紅白歌合戦に出場した。
のち芸能界を引退し、六本木で「好きな歌を歌える店」を経営していた。
2007年10月15日、間質性肺炎のため東京都文京区の病院で死去。70歳。
2008年3月28日、雪村いづみらが発起人になって偲ぶ会が行われ、梅宮辰夫や『哀愁の街に霧が降る』をカバーした山川豊らが出席した。

## 出演作品

### 映画
- 黒い罌粟（1954年）
- 夏目漱石の三四郎（1955年）
- ジャンケン娘（1955年）
- 朝霧（1955年）
- 若い樹（1956年）
- 哀愁の街に霧が降る（1956年）
- ロマンス誕生（1957年）
- 大当り三色娘（1957年）
- 大当り狸御殿（1958年）
- 結婚のすべて（1958年）
- サザエさんの婚約旅行（1958年）
- 銀座のお姐ちゃん（1959年）
- お姐ちゃん罷り通る（1959年）

### テレビドラマ
- 特別機動捜査隊 第168話「蒼い叫び」（1965年、NET）
- われら九人の戦鬼（1966年、NET / 東映） - 高明寺源太郎
- 白い巨塔（1967年、NET）

## NHK紅白歌合戦出場歴
| 年度/放送回               | 曲目             | 対戦相手 |
| ------------------------- | ---------------- | -------- |
| 1959年（昭和34年）/第10回 | 娘が口笛吹く時は | 島崎雪子 |

## 関連人物
- 吉田正：（『哀愁の街に霧が降る』の作曲者）
- 山田奈々子：（ダンサー。実姉）
- 椎名誠：自伝小説『哀愁の町に霧が降るのだ』の作者
- 平尾昌晃：平尾をオートレース好きにさせたきっかけを作ったのが当人。